# Russell Howard
Russell Howard –conocido como Russ Howard– (Midland, 19 de febrero de 1956) es un deportista canadiense que compitió en curling. Su hermano Glenn compitió en el mismo deporte.
Participó en los Juegos Olímpicos de Turín 2006, obteniendo una medalla de oro en la prueba masculina.
Ganó dos medallas de oro en el Campeonato Mundial de Curling, en los años 1987 y 2003.

## Palmarés internacional
| Juegos Olímpicos   | Juegos Olímpicos   | Juegos Olímpicos | Juegos Olímpicos |
| Año                | Lugar              | Medalla          | Prueba           |
| ------------------ | ------------------ | ---------------- | ---------------- |
| 2006               | Turín (Italia)     | Medalla de oro   | Equipo           |
| Campeonato Mundial |                    |                  |                  |
| Año                | Lugar              | Medalla          | Prueba           |
| 1987               | Vancouver (Canadá) | Medalla de oro   | Equipo           |
| 1993               | Ginebra (Suiza)    | Medalla de oro   | Equipo           |